# 765
765 (DCCLXV) fue un año común comenzado en martes del calendario juliano, en vigor en aquella fecha.

## Acontecimientos
- Pipino el Breve restaura los privilegios papales (Donación de Pipino) en los territorios de Benevento y Toscana (y parcialmente en Spoleto).
- El rey Æthelwald Moll de Northumbria es depuesto en Pincanheale, posiblemente en un encuentro de sus propios magnates. Es sucedido por Alhred, primo lejano del rey Oswulf.
- La tribu bereber Zenata de Banu Ifran se rebela contra el califato abasí y crea un estado independiente centrado en Tlemcen (actual Argelia).[1] Abu Qurra, jefe tribal, reconstruye la ciudad.
- Documentos europeos mencionan por primera vez el uso de la rotación trienal en los cultivos.
- Se emiten las monedas Jingūkaihō en Japón.
- El monje japonés Dōkyō es nombrado Daijō Daijin (Canciller del Reino).

## Nacimientos
- Fun'ya no Watamaro, militar y shogun japonés.
- Ali ibn Musa, octavo imán de los chiíes duodecimanos.
- Fastrada, reina consorte de Carlomagno.
- Han Hong, general chino de la dinastía Tang.
- Pei Du, canciller chino de la dinastía Tang.

## Fallecimientos
- Ceolwulf, rey de Northumbria.
- Domnall Midi, Gran rey de Irlanda.
- Eardwulf, rey de Kent.
- Flaithbertach mac Loingsig, gran rey de Irlanda.
- Fujiwara no Toyonari, cortesano japonés.
- Gao Shi, poeta chino.
- Gyeongdeok, rey de Silla.
- Yá‘far as-Sádiq, imán chií.
- Emperador Junnin de Japón.
- Miao Jinqing, canciller chino de la dinastía Tang.
- Pugu Huai'en, general chino de la dinastía Tang.
- Esteban el Joven, teólogo bizantino.
- Telets de Bulgaria.